# Rally de Cantabria de 2012
El Rally de Cantabria de 2012, oficialmente 34.º Rally Internacional Cantabria, fue la 34.ª edición y la segunda ronda de la Temporada 2012 del Campeonato de España de Rally. Se celebró del 18 al 19 de mayo y contó con un itinerario de ocho tramos sobre asfalto.
En la lista de inscritos figuraba Miguel Fuster que lideraba la clasificación del campeonato tras la victoria en el primer rally del calendario, pero un incidente impidió a Fuster tomar la salida. Mientras que el piloto reconocía los tramos en Cantabria sus mecánicos sufrieron un impacto con el Porche 911 contra otro vehículo dañandolo sin tiempo para arreglarlo.
El rally comenzó con el mejor tiempo del andorrano Joan Vinyes. Posteriormente serían Luis Monzón y Alberto Hevia quienes marcarían los mejores tiempos hasta que el cuarto tramo fue cancelado debido al mal tiempo. El segundo día de carrera, comenzó con el liderato de Monzón pero tuvo que abandonar por una avería mecánica. Finalmente Hevia se llevaría la victoria, seguido de Jonathan Pérez Suárez y Joan Vinyes. El segundo puesto a Jonathan Pérez le valió para colocarse líder provisional del campeonato.

## Itinerario
| Día   | Tramo | Nombre                    | Distancia | Hora  | Ganador               | Tiempo    | Líder rally   |
| ----- | ----- | ------------------------- | --------- | ----- | --------------------- | --------- | ------------- |
| Día 1 | SS1   | San Antonio-Solorzano 1   | 14,88 km  | 19:53 | Joan Vinyes           | 9:55.1    | Joan Vinyes   |
| Día 1 | SS2   | Ajo-Las Pilas 1           | 22,19 km  | 20:34 | Luis Monzón           | 13:45.0   | Luis Monzón   |
| Día 1 | SS3   | San Antonio-Solorzano 1   | 14,88 km  | 22:57 | Alberto Hevia         | 11:24.0   | Alberto Hevia |
| Día 1 | SS4   | Ajo-Las Pilas 2           | 22,19 km  | 23:38 | Cancelado             | Cancelado | Alberto Hevia |
| Día 2 | SS5   | San Roque-Villacarriedo 1 | 28,05 km  | 10:18 | Luis Monzón           | 18:05.5   | Luis Monzón   |
| Día 2 | SS6   | Santibáñez-Vega 1         | 11,32 km  | 11:01 | Alberto Hevia         | 7:27.6    | Luis Monzón   |
| Día 2 | SS7   | San Roque-Villacarriedo 2 | 28,05 km  | 13:54 | Alberto Hevia         | 18:15.1   | Alberto Hevia |
| Día 2 | SS8   | Santibáñez-Vega 2         | 11,32 km  | 14:37 | Jonathan Pérez Suárez | 7:25.9    | Alberto Hevia |

## Clasificación final
| Pos.    | Piloto                | Copiloto         | Automóvil               | Tiempo    | Diferencia | Puntos  |
| General | General               | General          | General                 | General   | General    | General |
| ------- | --------------------- | ---------------- | ----------------------- | --------- | ---------- | ------- |
| 1.      | Alberto Hevia         | Alberto Iglesias | Škoda Fabia S2000       | 1:27:12.3 | 0.0        |         |
| 2.      | Jonathan Pérez Suárez | Enrique Velasco  | Peugeot 207 S2000       | 1:28:34.4 | +1:22.1    |         |
| 3.      | Joan Vinyes           | Jordi Mercader   | Suzuki Swift S1600      | 1:28:37.7 | +1:25.4    |         |
| 4.      | Xavier Lujua          | Jesús Estrada    | Mitsubishi Lancer Evo X | 1:29:31.8 | +2:19.5    |         |
| 5.      | Eugenio Mantecón      | Alex Noriega     | Volkswagen Polo N1      | 1:30:54.3 | +3:42.0    |         |
| 6.      | Daniel Marbán         | Víctor Ferrero   | Mitsubishi Lancer Evo X | 1:31:17.7 | +4:05.4    |         |
| 7.      | Alejandro Pais        | Santiago Pais    | Mitsubishi Lancer Evo X | 1:31:23.3 | +4:11.0    |         |
| 8.      | Sergio Vallejo        | Diego Vallejo    | Porsche 997 GT3         | 1:31:29.5 | +4:17.2    |         |
| 9.      | Gorka Antxustegui     | Gabriel Suárez   | Suzuki Swift S1600      | 1:31:59.3 | +4:47.0    |         |
| 10.     | Surhayen Pernía       | Juan Luis García | Ford Fiesta R2          | 1:32:09.7 | +4:57.4    |         |